# Plataforma de gelo Ward Hunt
A plataforma de gelo Ward Hunt é a maior das plataformas de gelo do Ártico, situando-se na costa norte da Ilha Ellesmere, Nunavut, Canadá. Com 443 quilómetros quadrados de superfície, existia há 3 000 anos como parte de uma plataforma de gelo contínua que abrangia toda a costa norte de Ellesmere até ao início do século XX. Durante este último século a plataforma de gelo Ellesmere partiu-se em seis plataformas separadas, sendo Ward Hunt a maior. Em 2005 uma das outras plataformas, a plataforma de gelo Ayles desprendeu-se completamente.
A plataforma de gelo Ellesmere foi documentada pela British Arctic Expedition de 1875-76, durante a qual o tenente Pelham Aldrich e a sua equipa partiram do Cabo Sheridan (82.47°N, 61.50°W) em direcção a oeste para o Cabo Alert (82.27°N, 85.55°W).
A plataforma de gelo Ward Hunt começou a fragmentar-se há aproximadamente 100 anos, mas pensava-se que tivesse estabilizado no início da década de 1980. No entanto, em Abril de 2000, imagens de satélite revelaram que havia começado a formar-se uma grande fractura no gelo, e em 2003 foi anunciado que a plataforma se havia partido totalmente em duas durante 2002, libertando uma enorme quantidade de água doce que se havia havia acumulado num lago epiplataforma.